# إيثام
إيثام (بالعبرية: אֵתָם‏) حسب سفر الخروج في العقد القديم فهي المرتبة الثانية بعد سكوت التي توقف بها بنو إسرائيل خلال خروجهم من مصر. ووفقًا للتوراة فإن إيثام «فِي طَرَفِ الْبَرِّيَّةِ» (أي حافة الحضارة أو حافة الأرض المزروعة) وكان الذهاب إليها بداية رحلة برية على طول طريق تجنب فيه الإسرائليون الدخول إلى أرض الفلسطينيين، وحسب التوراة فإن سبب ذلك: «لأَنَّ الله قَالَ: «لِئَلاَّ يَنْدَمَ الشَّعْبُ إِذَا رَأَوْا حَرْبًا وَيَرْجِعُوا إِلَى مِصْرَ»». قيل أن إيثام هو اسم آخر للحصن الواقع على سور مصر الكبير الممتد من البحر الأبيض المتوسط إلى خليج السويس. قد يكون قريبًا من مدينة الإسماعيلية الحديثة. 